# Antônio Augusto de Assis
Antônio Augusto de Assis (* 5. Dezember 1863 in Lagôa Dourada, Minas Gerais, Brasilien; † 7. Februar 1961) war ein brasilianischer Geistlicher, römisch-katholischer Erzbischof und Bischof von Jaboticabal.

## Leben
Antônio Augusto de Assis empfing am 24. April 1892 das Sakrament der Priesterweihe.
Er wurde am 29. Juli 1907 von Papst Pius X. zum Titularbischof von Sura und zum Weihbischof in Pouso Alegre ernannt. Der Erzbischof von São Sebastião do Rio de Janeiro, Joaquim Kardinal Arcoverde de Albuquerque Cavalcanti, spendete ihm am 17. November desselben Jahres die Bischofsweihe; Mitkonsekratoren waren der Bischof von Pouso Alegre, João Batista Corrêa Néri, und Eduardo Duarte e Silva, Bischof von Uberaba. Am 29. April 1909 wurde er zum Bischof von Pouso Alegre ernannt.
Am 7. Februar 1916 ernannte ihn Papst Benedikt XV. zum ersten Bischof des vier Tage zuvor errichteten Bistums Guaxupé. Die Amtseinführung fand am 28. Mai desselben Jahres statt. Nach nur zwei Jahren entband ihn der Papst von der Leitung des Bistums Guaxupé und ernannte ihn zum Titularbischof von Diocletianopolis in Palaestina sowie zum Weihbischof in Mariana. Am 24. Februar 1922 verlieh ihm der neugewählte Papst Pius XI. den persönlichen Titel eines Erzbischofs und ernannte ihn zum Titularerzbischof von Berytus.
Am 31. Juli 1931 ernannte ihn Papst Pius XI. zum ersten Bischof des zweieinhalb Jahre zuvor errichteten Bistums Jaboticabal. Dieses Amt übte er bis zu seinem Tod über fast dreißig Jahre aus. Ab 1950 stand ihm sein späterer Nachfolger José Varani als Koadjutorbischof zur Seite.